# Данильченко, Виктор Иванович
Виктор Иванович Данильченко (7 января 1922 — 2 мая 1944) — лейтенант Рабоче-крестьянской Красной Армии, участник Великой Отечественной войны, Герой Советского Союза (1945).

## Биография
Виктор Данильченко родился 7 января 1922 года на хуторе [Многопольный] (ныне не существующем) бывшего Александровского сельсовета (ныне —Красногвардейское сельское поселение, Каневской район Краснодарского края} в семье казаков-потомков переселившихся в XIX веке из Переяславского повета Полтавской губернии, Ивана Федоровича и Дарьи Ивановны Данильченко. Окончил среднюю школу № 5 в станице Стародеревянковская. В 1941 году Данильченко был призван на службу в Рабоче-крестьянскую Красную Армию. В 1942 году он окончил Буйнакское пехотное училище. С августа 1943 года — на фронтах Великой Отечественной войны. Участвовал в боях на Кубани. К апрелю 1944 года гвардии лейтенант Виктор Данильченко командовал пулемётным взводом 319-го гвардейского горнострелкового полка 128-й гвардейской горнострелковой дивизии Отдельной Приморской армии. Отличился во время освобождения Севастополя.
В апреле 1944 года в ходе боёв на подступах к Севастополю Данильченко во главе группы разведчиков проник в расположение противника и огнём пулемётов и автоматов вызвал в его рядах панику. Действия группы позволили подошедшим подразделениям полка взять в плен более 800 солдат и офицеров противника. Во время отражения контратаки немецких пехотных и танковых подразделений Данильченко заменил собой получившего ранение командира роты и в рукопашной схватке освободил село Омега (ныне — в черте Севастополя). Скончался от полученных в боях ранений 2 мая 1944 года. Похоронен в Севастополе.
Указом Президиума Верховного Совета СССР от 24 марта 1945 года за «мужество, отвагу и героизм, проявленные в борьбе с немецкими захватчиками» гвардии лейтенант Виктор Данильченко посмертно был удостоен высокого звания Героя Советского Союза. Также был награждён орденами Ленина и Красной Звезды.
Бюст Данильченко установлен на его родном хуторе, его имя присвоено школе, в которой он учился.